# العلاقات التايلندية اللاوسية
أقامت لاوس وتايلند علاقات ثنائية منذ عهد ممالك سلفيهما لان زانغ وأيوثايا في القرن الخامس عشر. يشترك البلدان في الحدود ويعبران عن أوجه تشابه لغوية وثقافية. اشتملت مملكة لان زانغ اللاوية على كامل شمال شرق تايلند حتى مطلع القرن الثامن عشر. تمتلك الإقليم الشمالي الشرقي لتايلند، إيسان، بشكل خاص جذورًا لاوية قوية. لغويًا، يتحدث سكان إيسان، وهم ثلث سكان تايلند، لغة إيسان، وهي إحدى لهجات لاو. ركزت الدبلوماسية على نهر ميكونج سعيًا إلى جعله «نهر السلام والصداقة الحقيقيين»، كما ورد صراحةً في تصريحات رئيسي الوزراء في عام 1976.
أقيمت العلاقات الدبلوماسية بين الدولتين الحديثتين في عام 1950، إلا أن التعاون عبر الحدود بدأ مع نهاية الحرب الباردة.

## التاريخ

### 1980
في عام 1980، أدت حادثة هامشية تتعلق بالذخيرة الحية بين الزوارق الدورية إلى إغلاق تايلند لحدودها مع لاوس. تلت ذلك نزاعات حدودية واشتباكات عسكرية أكثر أهمية في عامي 1984 و1987 في مقاطعة سينيابولي. نشأت هذه النزاعات من المطالب المتنافسة على موارد الغابات بناءًا على خرائط من الأيام الأولى للمحمية الفرنسية.
في عام 1988، افتتح رئيس الوزراء التايلندي تشاتيتشاي تشونهافان سوق الهند الصينية، الأمر الذي أفضى إلى موجة من بادرات حسن النية والمشاريع التجارية بين لاوس وتايلند. قام كايسون فومفيهان بزيارة رسمية إلى بانكوك في عام 1989، وكانت تلك زيارته الأولى منذ التقارب القصير الأجل عام 1979 مع رئيس الوزراء كريانجساك شوماناند. تلت هذه البادرات زيارة رسمية من الأميرة سيريندهورن في مارس 1990 وولي العهد الأمير ماها فاجيرالونغكورن في يونيو من عام 1992. كبادرة أخرى على حسن النية في عام 1992، أطاح المكتب السياسي بالقائد العسكري ورئيس أركان الجيش الجنرال سيسافاث كيوبونفانه من السلطة. في حين كان كيوبونفانه يتعامل بشكل وثيق وفعال مع القيادة العسكرية التايلندية في إعادة علاقات الجوار، اتهمه زملاؤه في الحزب بالفساد الشخصي. كان فساد زعيم حزب كبير يرمز إلى الخوف في أوساط بعض قادة لاوس من أن التايلنديين الأكثر ازدهارًا «يريدون أكلنا».
أدت قضيتان سياسيتان بين لاوس وتايلند إلى تأخير التقارب خلال ثمانينيات القرن العشرين. كانت إحداهما تدفق المهاجرين واللاجئين اللاوسيين الذين اعتبرتهم تايلند مجموعات أقلية غير مرغوب بها ورفضت قبولهم كمهاجرين. برزت قضية ذات صلة من وجود جماعات المقاومة اللاوسية والهمونغية التي كانت تستخدم معسكرات المهاجرين كقواعد لها. شكلت الهمونغ ما يقارب نصف أولئك الذين يعيشون في المخيمات ويواجهون فرصًا أقل للترحيل، ويرجع ذلك جزئيًا إلى الخوف من الانتقام والأمل في الحكم الذاتي الوطني. أعلنت تايلند بصورة رسمية موقفها في يوليو من عام 1992. وعلى الرغم من ذلك، بحلول عام 1995 سيصنَّف اللاجئون اللاوسيون الذين لم يعودوا إلى ديارهم أو وجدوا إعادة توطين في بلد ثالث كمهاجرين غير شرعيين وسيواجهون الترحيل.
استمرت حركات المقاومة اللاوية والهمونغية منذ عام 1975، إلا أنه مع نهاية الحرب الباردة محاولات إيقاع الفوضى في لاوس وشركائها العسكريين الفيتناميين تلاشت. واصلت وزارة الخارجية الضغط على القيادة العسكرية التايلندية للالتزام باتفاق مارس 1991 لنزع سلاح المتمردين وإحباط عمليات التخريب اللاوسية. في الوقت نفسه، أوضحت تايلند بشدة عدم رغبتها في استيعاب لاجئي الهمونغ.
كان التهديد بعودة القوات الفيتنامية بمثابة تحذير للجيش التايلندي الذي فضل إبقاء لاوس كدولة عازلة بدلًا من خط تماس عسكري مع الفيتناميين. تمكن جسر الصداقة من فتح المناطق الداخلية للمزيد من التجارة والشاحنات الأجنبية ومن جعل أي وجود عسكري أجنبي في لاوس أكثر وضوحًا.